# Anemia paraphyllitidis
Anemia paraphyllitidis är en ormbunkeart som beskrevs av John T. Mickel. Anemia paraphyllitidis ingår i släktet Anemia och familjen Anemiaceae. Inga underarter finns listade.